# Лжедмитрій II
Лжедми́трій II («Тушенський злодій»; р. н. невідомий — п. 11 (21) грудня 1610) — московський цар смутних часів, що правив у 1607-1610 під ім'ям Дмитра Івановича — сина Івана IV Грозного або його онука (сина Івана V), який нібито врятувався під час повстання в травні 1606 року. Попри те, що він контролював більшу частину Московського царства, проте так й не зміг заволодіти його столицею.

## Поява
Його життя до 1607 року майже не відоме. Є кілька версій його походження, згідно з найпоширенішою він був звичайним шкільним вчителем з білоруського міста Шклова. В 1607 році він невідомо звідки з'явився в місті Стародубі, де під час допиту «зізнався» що він і є «дивом врятований» царевич Дмитрій (тобто видавав себе за вбитого Лжедмитра I) і 12 червня Стародуб присягнув йому на вірність. В місті почала формуватися боярська дума та збиратися повстанська армія, в яку стікалися залишки війська Болотнікова, українські та донські козаки, поляки, біглі кріпаки. Основу його війська складали загони Речі Посполитої князів Адама Вишневецького та Романа Ружинського; козаки Андрія Наливайка, Івана Заруцького та Яна Керножицького.

## Похід на Брянськ
10 вересня військо Лжедмитрія II під проводом Миколая Меховецького покинуло Стародуб і розпочало військовий похід до Тули, де війська діючого царя обложили залишки армії Болотникова. 20 вересня повстанці увійшла до Брянська. Зібравши до 3 тис. солдатів, 8 жовтня Лжедмитрій під Козельськом розбив царські війська воєводи Литвина-Мосальського. Зважаючи на те, що армія Болотникова не змогла втримати Тулу і 10 жовтня її було взято, Лжедмитрій 17 жовтня відступив до Карачева — на з'єднання з запорожцями.

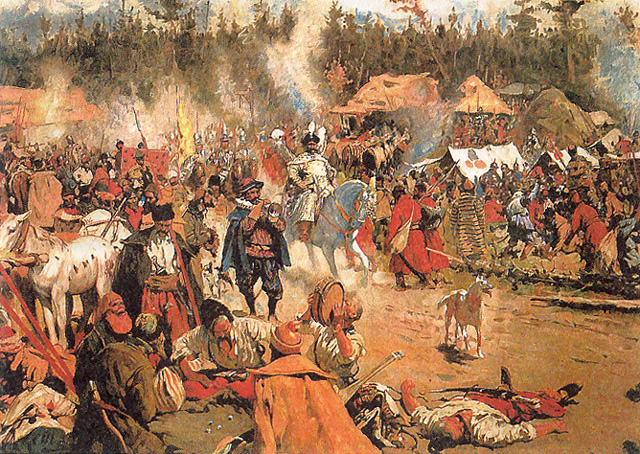
Сергій Іванов. В Смутний час. (Тушино. Табір Лжедмитрія ІІ)

9 листопада армія Лжедмитрія знову підійшла до Брянська, який на цей час вже був зайнятий царськими військами. Сюди ж прибули донські козаки числом близько 3 тис. 15 листопада відбувся бій з царськими військами, але взяти Брянськ повстанцям не вдалося. Замість Брянська Лжедмитрій II взяв Орел і отаборився в ньому на час зими.
У 1607—1608 роках Лжедмитрій II видав указ про холопів. Згідно з цим указом кріпаки, що підтримали Дмитра Івановича, отримували землі «зрадників» бояр і могли насильно одружуватися на боярських доньках, завдяки чому вони отримували статок, свободу і дворянський титул. В цей час до Лжедмитрія приєднались князі Адам Вишневецький, Олександр Лісовський, Роман Ружинський, запорозькі та донські козаки Івана Заруцького. Військо Лжедмитрія замість Меховецького очолив призначений гетьман Роман Ружинський.

## Похід на Москву
На початку 1608 року повстанці рушили на Москву і 30 березня 1608 року загін Олександра Лісовського під Зарайськом розбив царське військо.

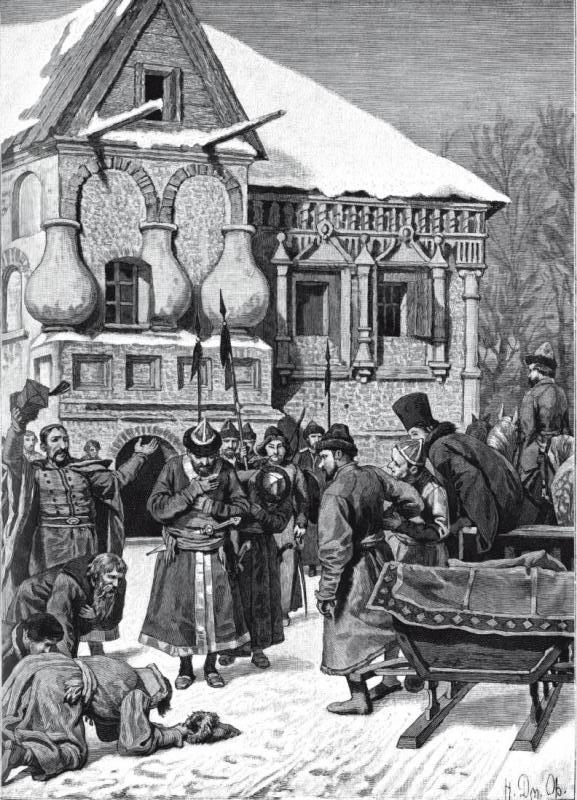
Прибуття Лжедмитрія II в Калугу після втечі з Тушино

30 квітня — 1 травня 1608 року в дводенній битві під Болховом Лжедмитрій розбив царське військо під командуванням Шуйського, після чого йому здалися міста Козельськ, Калуга, Можайськ і Звенигород. На початку червня з'явився під Москвою і 25 червня розбив царські війська на Ходинці, але Москву взяти не зміг.

## Тушинський табір
Після невдалої спроби захопити столицю Лжедмитрій II отаборився в селі Тушино що було тоді поруч з Москвою. Тут було сформовано уряд з частини московських бояр і приказних службовців. Восени 1608 р. Лжедмитрій II контролював значну частину території Московского царства.
28 лютого 1609 року Василь Шуйський уклав зі Шведською імперією Виборзький договір, згідно з яким в обмін на території біля Неви та Ладоги він отримав допомогу 12-ти тисячного експедиційного корпусу Якоба Делаґарді. 15 травня 1609 московсько-шведське військо під Торопцом розбило повстанський загін Лжедмитрія, очолюваний шляхтичем Яном Кернозицьким. Вступ в конфлікт регулярних шведських військ викликав обурення польської корони і влітку 1609 Річ Посполита оголосила війну Василю Шуйському, після чого польські офіцери в армії Лжедмитра почали масово присягати польському королю. Тушинський табір розпався, а Лжедмитрій II в грудні 1609 року втік до Калуги.

## Калужський табір
Після невдалої спроби в липні 1610 року знову зайняти Москву, Лжедмитрій II повторно відступив в Калугу, де був убитий.
Був одружений з Мариною Мнішек.